# Bernd Toms
Bernd Toms (* 1. Jänner 1947 in Klagenfurt) ist ein ehemaliger österreichischer Politiker (ÖVP) und Zivilingenieur. Er war von 1992 bis 2008 Abgeordneter zum Landtag von Niederösterreich.

## Leben
Toms besuchte nach der Volksschule ein Untergymnasium und absolvierte danach eine Höhere Technische Lehranstalt in Wien. Nach der Matura studierte er Bauingenieurwesen an der Technischen Universität Wien, das er mit dem akademischen Grad Dipl.-Ing. abschloss. Toms war in der Folge beruflich als Ziviltechniker aktiv und wurde 1980 in den Gemeinderat von Hadersdorf am Kamp gewählt. Zwischen 1990 und 2009 hatte er dort das Amt des Bürgermeisters inne, zudem war er von 1996 bis 2000 ÖVP-Bezirksparteiobmann von Krems. Er war ab 1995 Bezirksobmann des Gemeindevertreterverbandes und vertrat die ÖVP vom 22. Oktober 1992 bis zum 10. April 2008 im Niederösterreichischen Landtag.

## Auszeichnungen
- 2003: Großes Silbernes Ehrenzeichen für Verdienste um die Republik Österreich[1]